# حال (نحو)
حال یا وصف حالیت، صفتی فضله که حالت و هیئت صاحبش (ذوالحال) را بیان می‌کند. این وصف محلا منصوب بوده و در ادبیات عرب کاربرد بسیاری دارد.

## در علم نحو
در ادبیات عرب، حال غالباً پس از ذوالحال (صاحب حال) می‌آید. در مثال «جاء علی ضاحکاً» علی ذوالحال بوده و ضاحک به معنای خندان بودن، حال علی بوده که بیانگر هیئت و حالت علی است.گاهی اوقات تقدم حال بر ذوالحال واجب و گاهی ممتنع می‌باشد. حال به صورت مفرد، جمله و شبه جمله نیز درآمده و استعمال می‌شود. عوامل نصب حال نیز فعل، شبه فعل و حروف شامل معنای فعل هستند.